# گیوم (دهانه)
گیوم یک دهانه برخوردی در ماه‌ است.

## دهانه‌های اقماری
این دهانه ۴ دهانه اقماری دارد.
| Guillaume | عرض جغرافیایی | طول جغرافیایی | قطر          |
| --------- | ------------- | ------------- | ------------ |
| J         | ۴۳.۷° N       | ۱۷۰.۶° W      | ۱۷.۰ کیلومتر |
| B         | ۴۷.۳° N       | ۱۷۲.۶° W      | ۲۶.۰ کیلومتر |
| D         | ۴۶.۶° N       | ۱۷۰.۵° W      | ۲۶.۰ کیلومتر |
| F         | ۴۵.۴° N       | ۱۶۹.۴° W      | ۳۳.۰ کیلومتر |